# 栃栄篤史
栃栄 篤史（とちさかえ あつし、1974年6月27日 - ）は、佐賀県佐賀郡富士町（現在の佐賀市、出生地は東京都中野区）出身で春日野部屋所属の元大相撲力士。本名は岡本 篤（おかもと あつし）、身長184cm、体重158kg。得意技は突き、押し。最高位は西前頭筆頭（2001年1月場所）。趣味は演劇鑑賞、釣り、アウトドア。血液型はB型、愛称はアツシ。現在は年寄・三保ヶ関。

## 経歴
埼玉栄高校出身で、高校横綱にもなった。また、史上初の大学に進学しなかった高校横綱でもある。高校時代、当時の幕下付出基準である全日本相撲選手権大会ベスト16に進出し物議をかもしたが、「幕下付出は20歳以上」という下限を設けたことで決着した。こうした経緯もあって高校卒業前に多くの部屋が「大学へ行ったら?」と勧める中で春日野部屋が歓迎してくれたことを理由に春日野部屋に入門して1993年1月場所に初土俵を迎える。
デビュー後、序二段と三段目で優勝し5場所目には幕下に昇進、10場所目には十両も狙える幕下上位に上がるなどスピード出世を果たす。

入門の1年後に栃ノ巌に改名、四股名は「怪我が多いので体が丈夫になるように」との願いを込めて名づけられた。しかし、その四股名の頃は、願いとは裏腹に蓄膿の影響で一時右半身が麻痺するなど苦労をし2年ほど幕下中位で低迷。関取に昇進しても怪我で15日間皆勤せず、幕下に陥落することを繰り返したが、栃栄に改名後の1999年9月場所の三段目優勝から勢いに乗り、再十両も2場所で突破し、2000年9月場所に新入幕。入幕から2場所連続8勝で勝ち越し、2001年1月場所に前頭筆頭に番付を上げこれが自己最高位となった。栃栄の四股名は母校である埼玉栄高校に因んだものである。
その後はケガに苦しみ前頭中位以下での相撲が多くなった。2002年7月場所から3場所連続で途中休場し、2003年3月場所で十両優勝、2005年5月場所で2度目の十両優勝。しかし2006年1月場所を最後に幕内から遠ざかった。その後は十両上～中位の往復が続いていたが、2007年5月場所では、西十両3枚目の位置で10連敗した後に怪我で休場したため、7月場所では幕下に陥落した。その後も十両復帰を目指していたが、2008年1月場所で西幕下筆頭で負け越したことで現役を引退し、年寄竹縄を襲名し後進の指導に当たる。2011年1月に清見潟に、2014年8月に三保ヶ関に名跡変更した。かつては大坂相撲の古くから存在していた頭取(年寄)名であった三保ヶ関を平凡な一部屋付き親方が襲名することに一部で反発もあった。
関取として45場所経験したがそのうち10場所が全休または途中休場と、最初から最後まで故障・病気に泣かされた土俵人生だった。基本的に突き押し一辺倒が持ち味であり、四つ相撲は全くの不得意であった。
2009年に行われた引退相撲は栃乃花と合同で行った。合同引退相撲は久々のことだったが、同部屋同世代で引退の時期も重なったことで関係者も重複が多いことと、リーマンショック後の不況からファンの負担を軽くすることも考慮したうえで決定された。引退後は主に部屋での指導や九州場所を担当している。

## エピソード
- 2003年5月場所で、11日目に途中休場し13日目に再出場したが、この日の対戦相手であった出羽乃富士が休場し不戦勝、「途中休場後に再出場した最初の取組が不戦勝」という珍しい記録となった。同様の記録は後に2012年11月場所14日目で琴禮が記録している。
- ケガの影響で番付を下げることが多く十両以下の優勝を6回記録している。
- 2000年9月場所の幕尻の東前頭15枚目から2場所連続8勝7敗のみで2001年1月場所に西前頭筆頭まで昇進する驚異の番付運を見せた。
- 2003年12月15日の日刊スポーツにおいて、福島県出身・当時24歳の女性との婚約が報道されたが、公表された婚約者の氏名が「遠藤久美子」だったことから、同姓同名の女優・遠藤久美子と婚約したと誤解をした購読者もいたとされる。遠藤は東京都出身で当時25歳だった。その後、2004年の4月に結婚式を挙げた。
- 肩に瘤が2つある。2001年1月場所の初日、同じく肩に瘤がある雅山との瘤対決が話題になった（締め込みの色も共に緑色）。結果は叩き込みで栃栄が敗れる。雅山とは通算で7回対戦したが全敗している。
- 雅山には歯が立たなかった一方、雅山の兄弟子で且つ同じ大関経験者である出島にはやや相性が良く、5勝3敗と勝ち越している。

## 略歴
- 初土俵：1993年1月場所
- 新十両：1998年3月場所
- 新入幕：2000年9月場所
- 最終：2008年1月場所

## 主な成績
- 通算成績：480勝423敗86休 勝率.532
- 幕内成績：149勝188敗53休 勝率.442
- 現役在位：91場所
- 幕内在位：26場所
- 各段優勝
  - 十両優勝：2回（2003年3月場所、2005年5月場所）
  - 幕下優勝：1回（1994年7月場所）
  - 三段目優勝：2回（1993年9月場所、1999年9月場所）
  - 序二段優勝：1回（1993年5月場所）

### 場所別成績
| | 一月場所 初場所（東京）  | 三月場所 春場所（大阪） | 五月場所 夏場所（東京）  | 七月場所 名古屋場所（愛知） | 九月場所 秋場所（東京）  | 十一月場所 九州場所（福岡） |
| --- | ------------------------ | ----------------------- | ------------------------ | --------------------------- | ------------------------ | --------------------------- |
| 1993年 （平成5年） | （前相撲）               | 西序ノ口40枚目 5–2      | 西序二段139枚目 優勝 7–0 | 東三段目96枚目 5–2          | 西三段目60枚目 優勝 7–0  | 東幕下39枚目 3–4            |
| 1994年 （平成6年） | 東幕下50枚目 2–5         | 東三段目20枚目 6–1      | 東幕下46枚目 4–3         | 西幕下40枚目 優勝 7–0       | 東幕下4枚目 3–4          | 東幕下8枚目 1–6             |
| 1995年 （平成7年） | 西幕下29枚目 2–5         | 西幕下48枚目 4–3        | 西幕下37枚目 6–1         | 西幕下16枚目 2–5            | 東幕下34枚目 4–3         | 西幕下27枚目 3–4            |
| 1996年 （平成8年） | 西幕下37枚目 5–2         | 東幕下22枚目 3–4        | 東幕下32枚目 2–5         | 西幕下54枚目 5–2            | 東幕下33枚目 3–4         | 東幕下43枚目 6–1            |
| 1997年 （平成9年） | 東幕下20枚目 4–3         | 東幕下16枚目 4–3        | 西幕下11枚目 4–3         | 東幕下6枚目 3–4             | 西幕下9枚目 5–2          | 東幕下4枚目 4–3             |
| 1998年 （平成10年） | 東幕下3枚目 5–2          | 東十両12枚目 5–8–2      | 西幕下3枚目 4–3          | 西幕下2枚目 5–2             | 東幕下筆頭 5–2           | 東十両12枚目 休場 0–0–15    |
| 1999年 （平成11年） | 西幕下14枚目 5–2         | 西幕下5枚目 5–2         | 西幕下筆頭 1–2–4         | 西幕下21枚目 休場 0–0–7     | 東三段目筆頭 優勝 7–0    | 西幕下7枚目 5–2             |
| 2000年 （平成12年） | 東幕下3枚目 4–3          | 東幕下筆頭 6–1          | 東十両9枚目 9–6          | 東十両6枚目 12–3            | 東前頭15枚目 8–7         | 東前頭6枚目 8–7             |
| 2001年 （平成13年） | 西前頭筆頭 4–11          | 西前頭7枚目 8–7         | 東前頭5枚目 7–8          | 西前頭6枚目 4–5–6           | 西前頭12枚目 休場 0–0–15 | 西前頭12枚目 7–8            |
| 2002年 （平成14年） | 東前頭14枚目 9–6         | 東前頭10枚目 5–10       | 東前頭15枚目 8–7         | 西前頭10枚目 9–3–3          | 東前頭4枚目 2–9–4        | 西前頭12枚目 0–6–9          |
| 2003年 （平成15年） | 西十両10枚目 8–7         | 東十両8枚目 優勝 10–5   | 東十両3枚目 10–4–1       | 西前頭11枚目 8–7            | 西前頭6枚目 5–10         | 西前頭10枚目 7–8            |
| 2004年 （平成16年） | 西前頭11枚目 9–6         | 東前頭7枚目 7–8         | 西前頭8枚目 7–8          | 西前頭9枚目 6–9             | 東前頭13枚目 5–10        | 西十両筆頭 10–5             |
| 2005年 （平成17年） | 東前頭15枚目 休場 0–0–15 | 東十両10枚目 11–4       | 東十両2枚目 優勝 12–3    | 西前頭12枚目 7–8            | 西前頭13枚目 5–10        | 東十両筆頭 9–6              |
| 2006年 （平成18年） | 東前頭13枚目 4–10–1      | 西十両4枚目 6–9         | 西十両7枚目 9–6          | 東十両2枚目 6–9             | 東十両4枚目 6–9          | 東十両7枚目 7–8             |
| 2007年 （平成19年） | 東十両8枚目 8–7          | 東十両6枚目 9–6         | 西十両3枚目 0–11–4       | 東幕下3枚目 4–3             | 東幕下2枚目 3–4          | 東幕下5枚目 4–3             |
| 2008年 （平成20年） | 西幕下筆頭 引退 2–4–0    | x                       | x                        | x                           | x                        | x                           |
| 各欄の数字は、「勝ち-負け-休場」を示す。 優勝 引退 休場 十両 幕下 三賞：敢=敢闘賞、殊=殊勲賞、技=技能賞 その他：★=金星 番付階級：幕内 - 十両 - 幕下 - 三段目 - 序二段 - 序ノ口 幕内序列：横綱 - 大関 - 関脇 - 小結 - 前頭（「#数字」は各位内の序列） |                          |                         |                          |                             |                          |                             |

### 幕内対戦成績
| 力士名   | 勝数 | 負数 | 力士名   | 勝数 | 負数 | 力士名   | 勝数 | 負数 | 力士名 | 勝数 | 負数 |
| -------- | ---- | ---- | -------- | ---- | ---- | -------- | ---- | ---- | ------ | ---- | ---- |
| 蒼樹山   | 3    | 0    | 安芸乃島 | 2    | 3    | 朝赤龍   | 2    | 2    | 朝乃若 | 8    | 2    |
| 安馬     | 0    | 1    | 安美錦   | 4    | 7(1) | 岩木山   | 0    | 2    | 潮丸   | 1    | 2    |
| 皇司     | 8    | 4    | 大碇     | 2    | 2(1) | 小城錦   | 1    | 2    | 魁皇   | 0    | 1    |
| 海鵬     | 6    | 3    | 垣添     | 1    | 1    | 春日王   | 1    | 2    | 片山   | 2    | 0    |
| 稀勢の里 | 1    | 2    | 北桜     | 3    | 1    | 旭鷲山   | 4    | 4    | 旭天鵬 | 2    | 3    |
| 金開山   | 2    | 3    | 光法     | 0    | 1    | 五城楼   | 1    | 0    | 黒海   | 0    | 2    |
| 琴欧洲   | 0    | 1    | 琴奨菊   | 0    | 2    | 琴ノ若   | 3    | 5    | 琴光喜 | 0    | 5    |
| 琴龍     | 6    | 3(1) | 霜鳥     | 0    | 5    | 十文字   | 6    | 8    | 駿傑   | 2    | 1    |
| 戦闘竜   | 1    | 1    | 大至     | 1    | 0    | 大善     | 2    | 2    | 貴闘力 | 1    | 2    |
| 隆の鶴   | 1    | 0    | 貴ノ浪   | 1    | 4    | 貴乃花   | 0    | 2    | 隆乃若 | 2    | 8    |
| 高見盛   | 0    | 6(1) | 豪風     | 1    | 2    | 玉飛鳥   | 1    | 1    | 玉春日 | 7    | 2    |
| 玉乃島   | 3    | 4    | 玉力道   | 2    | 3    | 千代天山 | 5    | 0    | 出島   | 5    | 3    |
| 寺尾     | 1    | 0    | 闘牙     | 3    | 2    | 時津海   | 4    | 6    | 時天空 | 0    | 1    |
| 土佐ノ海 | 0    | 5    | 豊桜     | 2    | 2    | 豊ノ島   | 0    | 1    | 白鵬   | 0    | 1    |
| 白露山   | 0    | 1    | 濵錦     | 1    | 2    | 濱ノ嶋   | 2    | 1    | 追風海 | 0    | 3    |
| 春ノ山   | 2    | 0    | 肥後ノ海 | 1    | 4    | 普天王   | 2    | 1    | 武雄山 | 6    | 5    |
| 北勝力   | 2    | 3    | 湊富士   | 3    | 0    | 雅山     | 0    | 7    | 武蔵丸 | 0    | 2    |
| 武双山   | 0    | 2    | 燁司     | 0    | 1    | 嘉風     | 1    | 0    | 露鵬   | 1    | 1    |
| 若兎馬   | 1    | 3    | 若の里   | 0    | 5    | 和歌乃山 | 6    | 3(1) |        |      |      |

## 改名歴
- 岡本（おかもと）1993年1月場所 - 1993年11月場所
- 栃ノ巌 篤（とちのいわ あつし）1994年1月場所 - 1995年9月場所
- 岡本 篤（おかもと あつし）1995年11月場所 - 1998年1月場所
- 栃ノ巖 篤（とちのいわ あつし）1998年3月場所 - 1998年11月場所
- 栃栄 篤史（とちさかえ あつし）1999年1月場所 - 2008年1月場所

## 年寄変遷
- 竹縄 篤（たけなわ あつし）2008年1月24日 - 2011年1月22日
- 清見潟 篤（きよみがた あつし）2011年1月23日 - 2014年8月28日
- 三保ヶ関 篤志（みほがせき あつし）2014年8月29日 -

## 出演
- 日曜劇場「ノーサイド・ゲーム」第3話（2019年7月29日、TBS）